# Western Hockey League
A Western Hockey League egy a három Major "A" Tier I juniorliga közül, akik a Canadian Hockey League alá tartoznak. Ez a liga a 16-20 éveseknek számára van.
Jelenleg 22 csapat vesz részt a WHL mérkőzésein. Ebből 17 a kanadai - hat Brit Columbiában, öt Albertában, öt Saskatchewanban és egy Manitobában. Ezenfelül öt csapat van az USA-ban: négy Washington államban és egy Oregonban.

## Története
1966 előtt Nyugat-Kanadában minden tartománynak saját juniorligája volt, amit az Edmonton Oil Kings tulajdonosa, Bill Hunter, hátrányos helyzetnek tartott az erős ontariói és quebeci ligákkal szemben. Féltve a nyugat-kanadai ifjúsági jégkorong jövőjét, Hunter egyesülést hozott létre saját csapata és hat másik csapat között. A Calgary Buffaloes jelentkezett mint második albertai csapat, és öt csapat visszavonult a Saskatchewan Junior Hockey League-ból, hogy az új ligában részt vehessenek: az Estevan Bruins, a Regina Pats, a Saskatoon Blades, a Moose Jaw Canucks, és a Weyburn Red Wings. Az új ligát Canadian Major Junior Hockey League-re (CMJHL) keresztelték.
Dacára annak, hogy az új liga gyengítette saját ligájukat, az albertai és saskatchewani jégkorongszövetségek elismerték és támogatták az új ligát. Ezzel szemben a Kanadai Amatőr Jégkorong Szövetség (Canadian Amateur Hockey Association) nem ismerte el, és 'lator ligának' nevezte el, eltiltva minden csapatot és játékost a hivatalos CAHA vetélkedésektől. A CMJHL igazgatósága úgy vélte, hogy evvel a döntéssel túllépte a CAHA a hatókörét, és a játékosok és családjaik támogatásával az 1966/67-es idényt lejátszották. 1967-ben átkeresztelték Western Canada Hockey League-re (WCHL).
Az első években a liga többször bővült és zsugorodott, amíg 1971-ben a CAHA reformálta a kanadai junior bajnokságokat a jelenlegi formába. Az első amerikai csapat a Portland Winter Hawks volt, miutáan az Edmonton Oil Kings - akik nem tudtak versenyezni a profi Edmonton Oilers ellen - Oregonba költözött; ekkor jött létre a liga jelenlegi neve, a Western Hockey League.
1983. január 19-én történt minden sportok egyik legbizarrabb játékoscseréje, mikor a Seattle Breakers elcserélte Tom Martin játékos igazolási jogát a Victoria Cougarshoz, a Cougars csapat busza ellenében. A csere teljesen logikus volt: Martin nem akart a Breakers-szel igazolni mert inkább otthon, Victoriában akart játszani, és a Cougars nem tudta használni a buszt - amit a megszűnt amerikai Spokane Flyers-től vásárolt meg - mert nem voltak hajlandók az importtarifákat kifizetni, amiket ki kellett volna fizetni, hogy a buszt áthozhassák Kanadába.

### A liga vezetői
| Időszak   | Név          |
| --------- | ------------ |
| 1972–1995 | Ed Chynoweth |
| 1995–2000 | Dev Dley     |
| 2000–     | Ron Robinson |

## Résztvevők

### Jelenlegi csapatok
Huszonkét csapatával a WHL a legnagyobb a három CHL-tagliga között (az OHL-ben 20, az QMJHL-ban 18 csapat szerepel).
| Western Hockey League |                                      |                                 |
| Keleti főcsoport      |                                      |                                 |
| Keleti Divízió        |                                      |                                 |
| Csapat                | Város                                | Stadion                         |
| Brandon Wheat Kings   | Brandon, Manitoba, Kanada            | Keystone Centre                 |
| Moose Jaw Warriors    | Moose Jaw, Saskatchewan, Kanada      | Mosaic Place                    |
| Prince Albert Raiders | Prince Albert, Saskatchewan, Kanada  | Art Hauser Centre               |
| Regina Pats           | Regina, Saskatchewan, Kanada         | Brandt Centre                   |
| Saskatoon Blades      | Saskatoon, Saskatchewan, Kanada      | SaskTel Centre                  |
| Középső Divízió       |                                      |                                 |
| Calgary Hitmen        | Calgary, Alberta, Kanada             | Scotiabank Saddledome           |
| Edmonton Oil Kings    | Edmonton, Alberta, Kanada            | Rogers Place                    |
| Lethbridge Hurricanes | Lethbridge, Alberta, Kanada          | ENMAX Centre                    |
| Medicine Hat Tigers   | Medicine Hat, Alberta, Kanada        | Co-op Place                     |
| Red Deer Rebels       | Red Deer, Alberta, Kanada            | Peavey Mart Centrium            |
| Swift Current Broncos | Swift Current, Saskatchewan, Kanada  | Innovation Credit Union iPlex   |
| Nyugati főcsoport     |                                      |                                 |
| Brit Kolumbia Divízió |                                      |                                 |
| Csapat                | Város                                | Stadion                         |
| Kamloops Blazers      | Kamloops, Brit Columbia, Kanada      | Sandman Centre                  |
| Kelowna Rockets       | Kelowna, Brit Columbia, Kanada       | Prospera Place                  |
| Prince George Cougars | Prince George, Brit Columbia, Kanada | CN Centre                       |
| Vancouver Giants      | Langley, Brit Columbia, Kanada       | Langley Events Centre           |
| Victoria Royals       | Victoria, Brit Columbia, Kanada      | Save-On-Foods Memorial Centre   |
| USA Divízió           |                                      |                                 |
| Everett Silvertips    | Everett, Washington, USA             | Angel of the Winds Arena        |
| Portland Winterhawks  | Portland, Oregon, USA                | Memorial Coliseum               |
| Seattle Thunderbirds  | Kent, Washington, USA                | accesso ShoWare Center          |
| Spokane Chiefs        | Spokane, Washington, USA             | Spokane Veterans Memorial Arena |
| Tri-City Americans    | Kennewick, Washington, USA           | Toyota Center                   |
| Wenatchee Wild        | Wenatchee, Washington, USA           | Town Toyota Center              |

## Memorial-kupa győztesek
A CHL alapítása óta tizennyolcszor nyerte meg a Memorial-kupát egy WHL tagcsapat:
| - 2014: Edmonton Oil Kings - 2008: Spokane Chiefs - 2007: Vancouver Giants - 2004: Kelowna Rockets - 2002: Kootenay Ice - 2001: Red Deer Rebels - 1998: Portland Winterhawks | - 1995: Kamloops Blazers - 1994: Kamloops Blazers - 1992: Kamloops Blazers - 1991: Spokane Chiefs - 1989: Swift Current Broncos - 1988: Medicine Hat Tigers | - 1987: Medicine Hat Tigers - 1985: Prince Albert Raiders - 1983: Portland Winter Hawks - 1978: New Westminster Bruins - 1977: New Westminster Bruins - 1974: Regina Pats |

## WHL Rekordok
Egyéni rekordok
- Legtöbb gól egy szezonban: 108, Ray Ferraro, 1983–1984
- Legtöbb gólpassz egy szezonban: 136, Rob Brown, 1986–1987
- Legtöbb pont egy szezonban: 212, Rob Brown, 1986–1987
- Legtöbb kiállításperc egy szezonban: 511, Brent Gogol, 1977–1978
- Legtöbb pont egy szezonban, újoncként: 145, Petr Nedved, 1989–1990
- Legtöbb pont egy szezonban, hátvédként: 140, Cam Plante, 1983–1984
- Legtöbb mesterhármas egy szezonban: 15, Ray Ferraro, 1983–1984
- Legtöbb pont egy mérkőzésen: 7, öt alkalommal, utoljára Kimbi Daniels, 1990–1991

Csapat rekordok
- Legtöbb győzelem egy szezonban: 60, Victoria Cougars, 1980–1981
- Legtöbb győzelem egy csapat legelső szezonjában: 35, Everett Silvertips, 2003–1904
- Legtöbb pont egy szezonban: 125, Brandon Wheat Kings, 1978–1979
- Legtöbb gól egy szezonban: 496, Kamloops Blazers, 1986–1987
- Legkevesebb kapott gól egy szezonban: 125, Kelowna Rockets, 2003–2004
- Legtöbb emberelőnyben lőtt gól egy szezonban: 180, Swift Current Broncos, 1988–1989

## Trófeák és díjak
Csapat trófeák

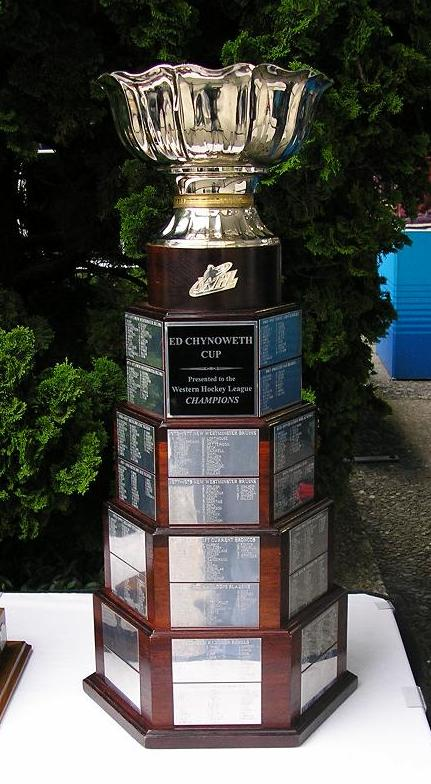
Az rájátszás győztesének járó Ed Chynoweth-kupa

- Ed Chynoweth-kupa – WHL (Playoff/rájátszás) bajnok
- Scotty Munro-emlékkupa - Alapszakasz győztese

Vezetői trófeák
- Dunc McCallum-emlékkupa – OHL Év edzője
- Lloyd Saunders-emlékkupa – OHL Év vezetője
- Allen Paradice-emlékkupa - Legjobb bíró
- Saint Clair Group-trófea – Marketing/közönségszolgálati díj

Játékos trófeák
- Four Broncos-emlékkupa – Legjobb játékos
- Daryl K. (Doc) Seaman-trófea – Az év szkolasztikus játékosa
- Bob Clarke-trófea – Pontkirály
- Brad Hornung-trófea – Legsportszerűbb játékos
- Bill Hunter-emlékkupa – Legjobb hátvéd
- Jim Piggott-emlékkupa – Év újonca
- Del Wilson-trófea – Legjobb kapus
- Doug Wickenheiser-emlékkupa – Humanitárius díj
- WHL Plus-Minus Award - Legjobb +/-
- airBC-trófea – Playoff/rájátszás MVP

## Bajnokok
Canadian Major Junior Hockey League
- 1966–1967: Moose Jaw Canucks (döntő széria eredménye: Moose Jaw 4, Regina Pats 1)

Western Canada Hockey League
- 1967–1968: Estevan Bruins (Estevan 4, Flin Flon Bombers 0)
- 1968–1969: Flin Flon Bombers (Flin Flon 4, Edmonton Oil Kings 2)
- 1969–1970: Flin Flon Bombers (Flin Flon 4, Edmonton Oil Kings 0)
- 1970–1971: Edmonton Oil Kings (Edmonton 4, Flin Flon Bombers 1)
- 1971–1972: Edmonton Oil Kings (Edmonton 4, Regina Pats 1)
- 1972–1973: Medicine Hat Tigers (Medicine Hat 3, Saskatoon Blades 0; 2 döntetlen)
- 1973–1974: Regina Pats (Regina 4, Calgary Centennials 0)
- 1974–1975: New Westminster Bruins (New Westminster 4, Saskatoon Blades 3)
- 1975–1976: New Westminster Bruins (New Westminster 4, Saskatoon Blades 2; 1 döntetlen)
- 1976–1977: New Westminster Bruins (New Westminster 4, Brandon Wheat Kings 1)
- 1977–1978: New Westminster Bruins (New Westminster 4, Billings Bighorns 0)

Western Hockey League
- 1978–1979: Brandon Wheat Kings (Brandon 4, Portland Winter Hawks 2)
- 1979–1980: Regina Pats (Regina 4, Victoria Cougars 1)
- 1980–1981: Victoria Cougars (Victoria 4, Calgary Wranglers 3)
- 1981–1982: Portland Winter Hawks (Portland 4, Regina Pats 1)
- 1982–1983: Lethbridge Broncos (Lethbridge 4, Portland Winter Hawks 1)
- 1983–1984: Kamloops Junior Oilers (Kamloops 4, Regina Pats 3)
- 1984–1985: Prince Albert Raiders (Prince Albert 4, Kamloops Blazers 0)
- 1985–1986: Kamloops Blazers (Kamloops 4, Medicine Hat Tigers 1)
- 1986–1987: Medicine Hat Tigers (Medicine Hat 4, Portland Winter Hawks 3)
- 1987–1988: Medicine Hat Tigers (Medicine Hat 4, Kamloops Blazers 2)
- 1988–1989: Swift Current Broncos (Swift Current 4, Portland Winter Hawks 0)
- 1989–1990: Kamloops Blazers (Kamloops 4, Lethbridge Hurricanes 0)
- 1990–1991: Spokane Chiefs (Spokane 4, Lethbridge Hurricanes 0)
- 1991–1992: Kamloops Blazers (Kamloops 4, Saskatoon Blades 3)
- 1992–1993: Swift Current Broncos (Swift Current 4, Portland Winter Hawks 3)
- 1993–1994: Kamloops Blazers (Kamloops 4, Saskatoon Blades 3)
- 1994–1995: Kamloops Blazers (Kamloops 4, Brandon Wheat Kings 2)
- 1995–1996: Brandon Wheat Kings (Brandon 4, Spokane Chiefs 1)
- 1996–1997: Lethbridge Hurricanes (Lethbridge 4, Seattle Thunderbirds 0)
- 1997–1998: Portland Winterhawks (Portland 4, Brandon Wheat Kings 0)
- 1998–1999: Calgary Hitmen (Calgary 4, Kamloops Blazers 1)
- 1999–2000: Kootenay Ice (Kootenay 4, Spokane Chiefs 2)
- 2000–2001: Red Deer Rebels (Red Deer 4, Portland Winterhawks 1)
- 2001–2002: Kootenay Ice (Kootenay 4, Red Deer Rebels 2)
- 2002–2003: Kelowna Rockets (Kelowna 4, Red Deer Rebels 2)
- 2003–2004: Medicine Hat Tigers (Medicine Hat 4, Everett Silvertips 0)
- 2004–2005: Kelowna Rockets (Kelowna 4, Brandon Wheat Kings 1)
- 2005–2006: Vancouver Giants (Vancouver 4, Moose Jaw Warriors 0)
- 2006–2007: Medicine Hat Tigers (Medicine Hat 4, Vancouver Giants 3)
- 2007–2008: Spokane Chiefs (Spokane 4, Lethbridge Hurricanes 0)
- 2008–2009: Kelowna Rockets (Kelowna 4, Calgary Hitmen 2)
- 2009–2010: Calgary Hitmen (Calgary 4, Tri-City Americans 1)
- 2010–2011: Kootenay Ice (Kootenay 4, Portland Winterhawks 1)
- 2011–2012: Edmonton Oil KIngs (Edmonton 4, Portland Winterhawks 3)

## Nézettség
| Szezon  | Átlagos nézőszám |
| ------- | ---------------- |
| 2021-22 | 3209             |
| 2022-23 | 3895             |
| 2023-24 | 4010             |
| 2024-25 | 4160             |